# Символ авторського права звукозапису
Символ авторського права звукозапису (англ. Sound recording copyright symbol), представлений графічним символом ℗ — є символом авторського права, що використовується для надання повідомлення про авторські права на звукозапис (фонограму), збережену на аудіоносіях (платівки, аудіокасети, касетні стрічки, компакт-диски і т. д.).
Присутній в Європі щонайменше з середини 1960-х років, у законодавстві США про авторські права після 1971 року кодифіковано в 17 USC під § 402 і зазначено на міжнародному рівні в Конвенції про захист виробників фонограм від несанкціонованого тиражування їхніх фонограм (Convention for the Protection of Producers of Phonograms Against Unauthorized Duplication of Their Phonograms).
Літера P у ℗ означає фонограму (англ. Phonogram) юридичний термін, що використовується в більшості англомовних країн для позначення творів, відомих у законодавстві про авторські права США як «звукозаписи».
На звукозапис є окреме авторське право, яке відрізняється від авторського права на основний твір (як правило, музичний твір, що виражається нотними записами та написаними текстами), якщо такі є. Повідомлення про авторські права на звукозапис поширюється на авторські права лише на сам звук і не поширюється на будь-які інші варіанти чи версії, навіть якщо їх виконує той самий виконавець.

## Закон США
Символ був введений у США в 1971 році, майже одночасно як у міжнародній, так і у внутрішній угодах.
У США його додано Pub.L. 92–140, що спричинило внесення зміни до Закону про авторські права 1909 р., додавши захист для звукозаписів і прописавши повідомлення про авторське право на звукозаписи:
(c) У розділ 19, заголовок 17 Кодексу Сполучених Штатів, в кінці розділу є таке: «У разі відтворення творів, зазначених у підпункті (n) розділу 5 цього заголовка [» Звукові записи «], повідомлення має складатися із символу ℗ (буква Р в колі), року першої публікації звукозапису та імені власника авторських прав на звукозапис або абревіатури, за якою може бути впізнано або загальновідоме альтернативне позначення власника: за умови, що якщо виробник звукозапису зазначений на етикетках або контейнерах репродукції, і якщо жодна інша назва не з'являється разом із повідомленням, його ім'я вважати частиною повідомлення.»
У США повідомлення про авторські права на звукозапис, яке може бути проставлене лише на звукозапис, складається з трьох елементів:
1. Символ ℗ ;
2. Рік першої публікації звукозапису;
3. Ідентифікація власника авторського права, або по імені, абревіатурі або іншому позначенню, за яким воно загальновідомо. Ідентифікацію можна опустити, якщо власником є виробник звукозапису, а виробник ідентифікований на відповідному упакуванні.

## Кодування
Символ у таблиці кодування Unicode закріплено за кодом U+2117 ℗ SOUND RECORDING COPYRIGHT, із додатковими назвами властивостей символів Unicode, "опубліковано" та "знак фонозапису". 
Схожі гліфи Ⓟ (обведене P) та ⓟ (обведене p) не є прийнятними замінниками.

## Дивитися також
- Символ авторського права